# Charaxes elwesi
Charaxes elwesi är en fjärilsart som beskrevs av James John Joicey och Talbot 1922. Charaxes elwesi ingår i släktet Charaxes och familjen praktfjärilar. Inga underarter finns listade i Catalogue of Life.